# 老松村
老松村（おいまつむら）は、昭和29年（1954年）まで岩手県西磐井郡にあった村。現在の一関市花泉町老松にあたる。

## 沿革
- 明治8年（1875年）10月17日 - 水沢県による村落統合にともない、男沢村と峠村が合併して老松村となる。
- 明治22年（1889年）4月1日 - 町村制施行にともない、老松村単独で村制施行。
- 昭和30年（1955年）1月1日 - 花泉村・永井村・日形村・油島村・涌津村と合併し、花泉町となる。

## 行政
- 歴代村長

| 代 | 氏名         | 就任                       | 退任                       | 備考 |
| -- | ------------ | -------------------------- | -------------------------- | ---- |
| 1  | 阿部由兵衛   | 明治22年（1889年）5月14日  | 明治30年（1897年）5月13日  |      |
| 2  | 及川荘右ェ門 | 明治30年（1897年）5月20日  | 明治31年（1898年）7月16日  |      |
| 3  | 阿部由兵衛   | 明治31年（1898年）10月21日 | 明治32年（1899年）11月6日  | 再任 |
| 4  | 千葉与市     | 明治32年（1899年）11月29日 | 明治34年（1901年）5月22日  |      |
| 5  | 千葉庄平     | 明治34年（1901年）6月3日   | 明治35年（1902年）2月24日  |      |
| 6  | 千葉市治     | 明治35年（1902年）3月6日   | 明治36年（1903年）8月31日  |      |
| 7  | 及川荘右ェ門 | 明治36年（1903年）10月19日 | 明治38年（1905年）4月2日   | 再任 |
| 8  | 千葉富之進   | 明治38年（1905年）7月28日  | 明治42年（1909年）7月27日  |      |
| 9  | 阿部庄太夫   | 明治42年（1909年）10月19日 | 明治43年（1910年）4月3日   |      |
| 10 | 千葉市治     | 明治43年（1910年）5月14日  | 大正3年（1914年）5月13日   | 再任 |
| 11 | 阿部庄太夫   | 大正3年（1914年）5月23日   | 大正5年（1916年）10月10日  | 再任 |
| 12 | 千葉善兵衛   | 大正6年（1917年）1月19日   | 大正9年（1920年）7月25日   |      |
| 13 | 千葉庄之進   | 大正9年（1920年）10月2日   | 大正13年（1924年）10月1日  |      |
| 14 | 千葉市治     | 大正13年（1924年）10月6日  | 昭和4年（1929年）5月17日   | 三任 |
| 15 | 千葉昌己     | 昭和4年（1929年）5月25日   | 昭和21年（1946年）10月30日 |      |
| 16 | 千葉茂一郎   | 昭和22年（1947年）4月5日   | 昭和26年（1951年）4月4日   |      |
| 17 | 及川文雄     | 昭和26年（1951年）4月23日  | 昭和29年（1954年）12月31日 |      |